# تشاز غيست
تشاز غيست (بالإنجليزية: Chaz Guest)‏ هو رسام أمريكي، ولد في 2 مايو 1961 في شلالات نياجارا في كندا.

## وصلات خارجية
- الموقع الرسمي